# Długosz-Haus (Wiślica)

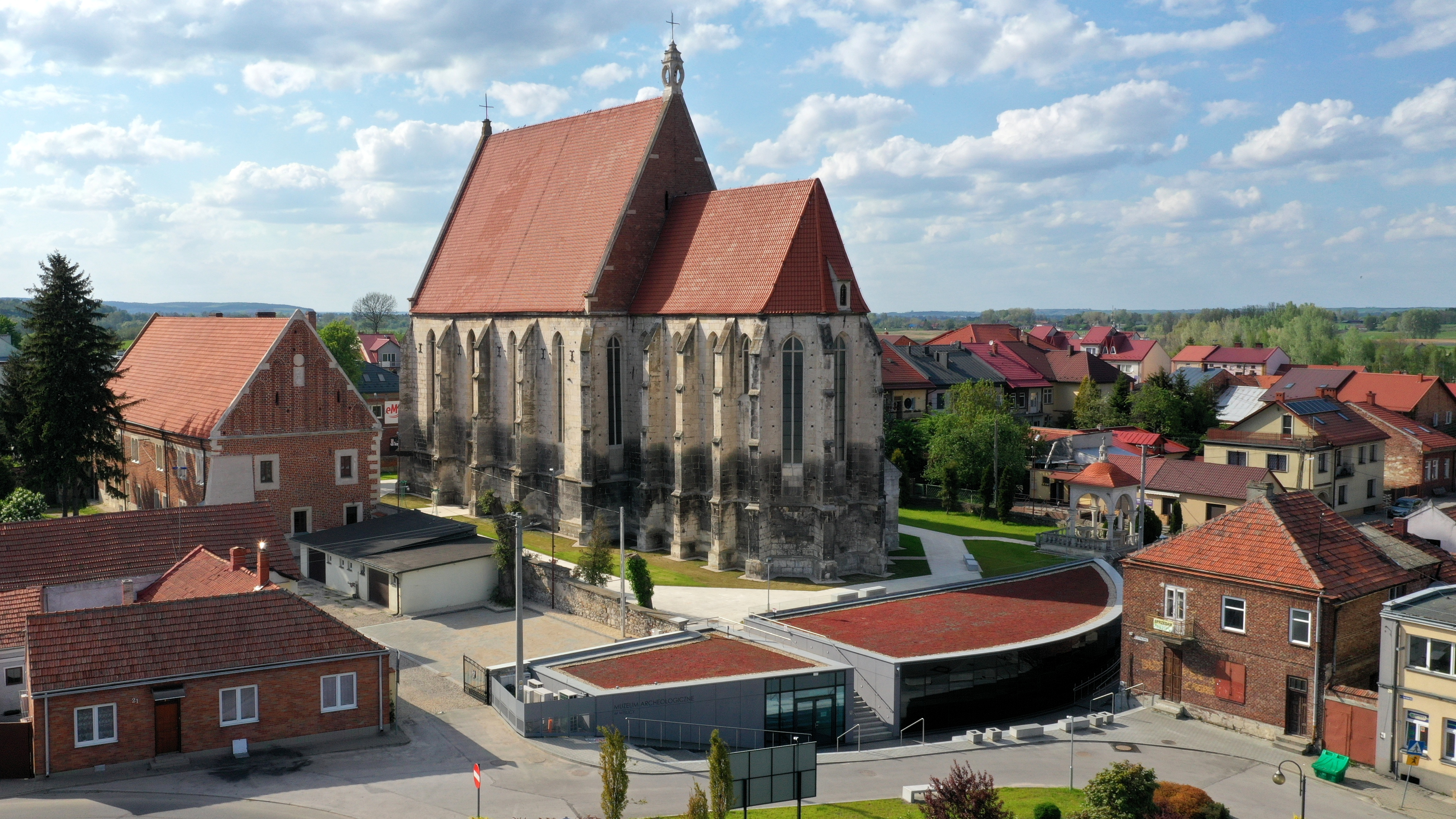
Długosz-Haus und Stiftsbasilika Mariä Geburt

Das Długosz-Haus ist ein historisches gotisches Haus in Wiślica in Polen. Es wurde im 15. Jahrhundert von dem polnischen Diplomaten, Geographen und Historiker Jan Długosz gestiftet und im Stil der Backsteingotik erbaut. 

## Lage
Das Haus befindet sich unmittelbar an der Stiftsbasilika Mariä Geburt in der Altstadt an der Krakauer Straße. Heute beherbergt es das Vikariat und das örtliche Archäologiemuseum.

## Geschichte
Das Haus wurde um die Mitte des 15. Jahrhunderts errichtet und 1460 fertiggestellt. Jan Długosz stiftete es als Vikariat für die örtlichen Kleriker der Stiftskirche. Im Gebäude befinden sich gotische Fresken, die unter anderem Długosz selbst darstellen. Es wird vermutet, dass in der zweiten Hälfte des 15. Jahrhunderts die Söhne des polnisch-litauischen Königs Kasimir IV. Andreas, die späteren Könige von Polen-Litauen, Böhmen und Ungarn, hier von Długosz unterrichtet wurden.

## Nachweise
- Rejestr zabytków nieruchomych – województwo świętokrzyskie, Narodowy Instytut Dziedzictwa, 30 września 2023, S. 5
- Homepage des Museums

## Sonstiges
Weitere Długosz-Häuser befinden sich in Sandomierz und Krakau:
- Długosz-Haus (Sandomierz)
- Długosz-Haus (Krakau)

Koordinaten: 50° 20′ 55″ N, 20° 40′ 24,6″ O